# Elba–Lübeck-csatorna
Az Elba–Lübeck-csatorna ( németül?*) (más néven Elba–Trave-csatorna) egy mesterséges víziút Németországban Schleswig-Holstein keleti részén, amely az Elba és a Trave folyókat köti össze, 64 km-es belvízi útvonalat hozva létre az Északi-tengertől a Balti-tengerig terjedő vízválasztó szakaszon. A csatornán hét zsilip működik, északon Lübeck és délen Lauenburg városai között, a Mölln-tavak útján.  A modern csatorna az 1890-es években épült a Stecknitz-csatorna helyére, amely egy középkori vízfolyás volt, s ugyanazt a két folyót kötötte össze.

## A korábbi csatorna
A régebbi Stecknitz-csatorna először Lauenburgot és Lübecket kötötte össze az Old Salt Route-on az apró Stecknitz (a Trave mellékfolyója) és a Delvenau (az Elba mellékfolyója) folyók összekapcsolásával. Az 1391 és 1398 között épült Stecknitz-csatorna volt az első európai csúcsszintű csatorna és az egyik legkorábbi mesterséges vízi út Európában.

## Története

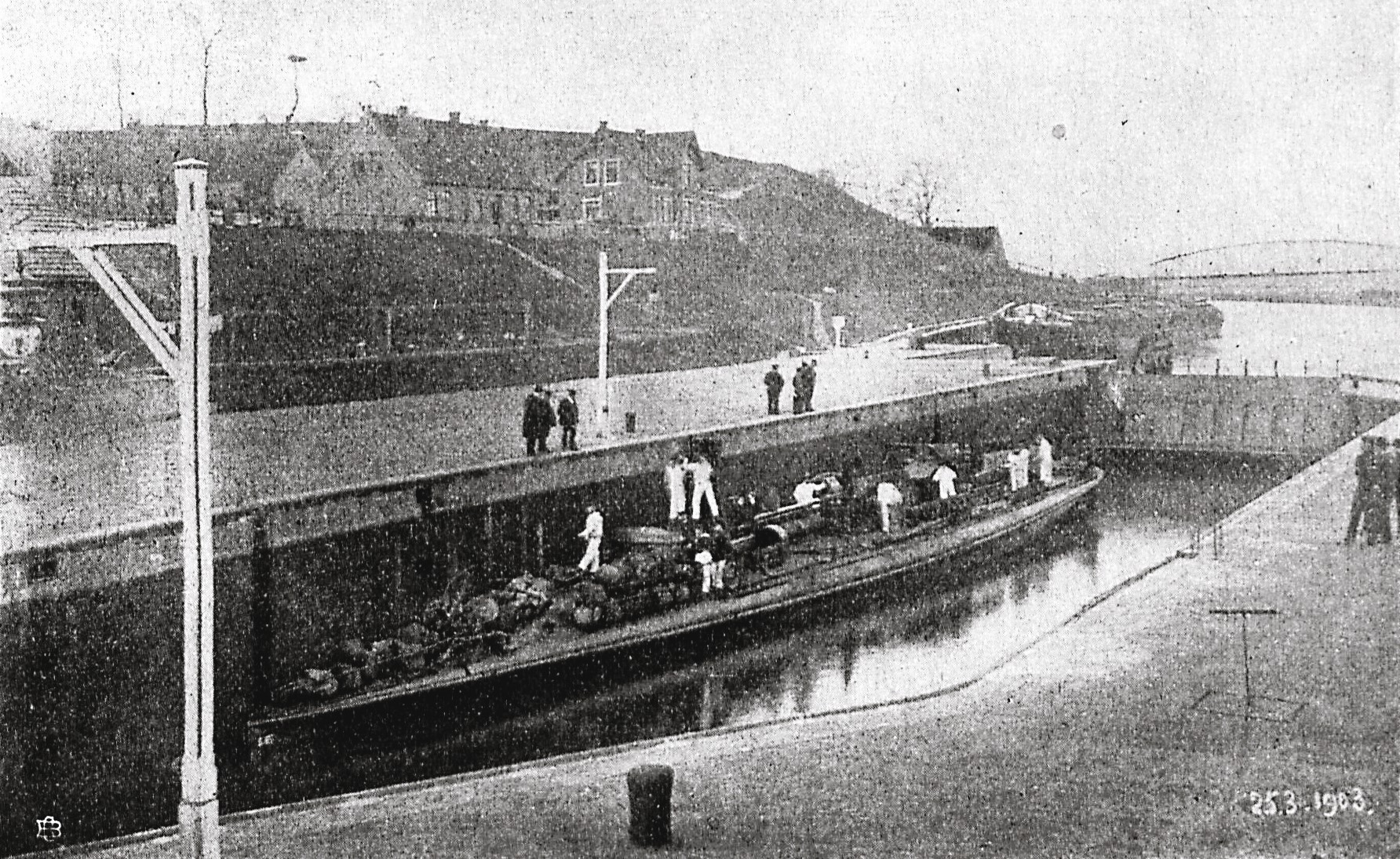
Az S65-ös német birodalmi torpedónaszád, amely 1903-ban hadihajóval először áthaladt az Elba–Lübeck-csatornán

A tizenkilencedik század végén történt német egyesülés után az új Német Császárságban csatornaépítési láz tört ki. A Stecknitz-csatorna évszázadokon át üzemelt, de az újabb hajók mélyebb és szélesebb csatornákat igényeltek, és a modern mérnöki munka lehetőséget kínált a vízi út újjáépítésére és bővítésére. 1893-ban a német kormány lezárta a Stecknitz-csatornát az uszályforgalom elől, majd 1895-ben megkezdődött annak kiszélesítése és kiegyenesítése. Az új Elba–Lübeck-csatornát II. Vilmos német császár avatta fel, és 1900-ban nyitották meg a hajóforgalom számára. Ma továbbra is jelentős teherforgalmat bonyolít le, valamint festői útvonalat kínál sétahajók számára is.

## Technológiája

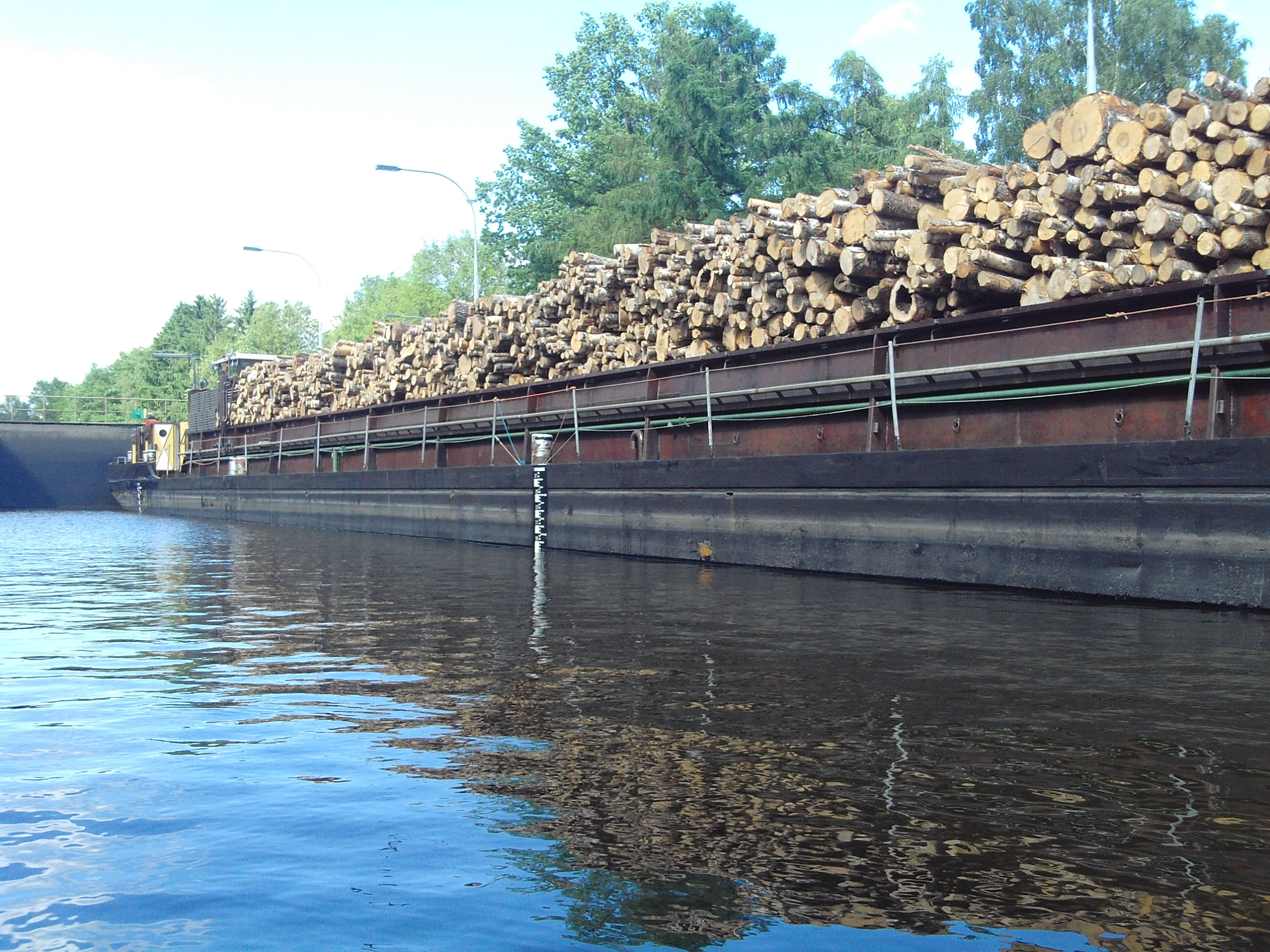
Fával megrakott uszály egy zsilipben az Elba–Lübeck-csatornán

A csatorna két zsilipen halad keresztül az Elbától a csatorna legmagasabb pontjáig, és öt zsilipen, amelyek a csúcstól a Travéig ereszkednek le. Mindegyikük 80 m belső hosszúsággal készült, belső szélessége pedig 12 m.

## Fordítás
Ez a szócikk részben vagy egészben  az   Elbe–Lübeck Canal című angol Wikipédia-szócikk ezen változatának fordításán alapul.  Az eredeti cikk szerkesztőit annak laptörténete sorolja fel. Ez a jelzés csupán a megfogalmazás eredetét és a szerzői jogokat jelzi, nem szolgál a cikkben szereplő információk forrásmegjelöléseként.